# Abdelaziz Gorgi
Abdel Gorgi, född 2 juni 1928 i Tunis, död 10 januari 2008 i Tunis, Tunisien var en tunisisk konstnär. Han var en av grundarna av Tunis målarskola och en av de mest framstående medlemmarna av Tunisiens kulturliv.